# 乐视移动
樂視移動（全稱：樂視移動智能信息技術（北京）有限公司），是樂視控股的開發移動設備部門，負責手機業務。現因母公司債務危機，積欠眾多債權人款項未還，列入失信執行人名單。

## 概述
2014年6月30日，人民網記者在北京市企業信用信息網上發現，樂視註冊成立「樂視移動智能信息技術（北京）有限公司」，註冊資本為2000萬元，經營範圍包括生產、研發手機、移動電話（不含表面處理作業）等。根據北京市企業信用信息網公佈的信息顯示，樂視移動公司的註冊號為110113017168983，法定代表人是鄧偉，執行董事也為鄧偉，註冊資本為2000萬元，註冊地址為北京市順義區高麗營鎮文化營村北（臨空二路1號），營業期限自成立日期2014年5月6日始，至2034年5月5日結束。其中，鄧偉此前任職樂視網副總裁。據查，在樂視網的高管名單中，名為鄧偉的副總裁此前曾任樂視網的董秘。
2015年5月21日，樂視移動總裁馮幸在接受政權日報記者採訪時表示，樂視移動首輪融資正在進行，並且首輪融資金額超過3億美金。樂視移動公司估值超過30億美金，融資金額超出大眾預期，並且進展順利。樂視控股董事長賈躍亭宣布樂視移動完成首輪融資5.3億美元。
2016年6月17日，乐视移动大笔进入酷派集团，持有酷派集团的股票约占28.90%，成为单一控股股东。

## 相关
- 乐视超级手机
- 酷派集团

## 外部連結
- （英文）樂視全球
- （简体中文）樂視中國 （页面存档备份，存于）